# Bridgestone Anchor/Saison 2012
Dieser Artikel listet Erfolge und Fahrer des Radsportteams Bridgestone Anchor in der Saison 2012 auf.

## Erfolge in der UCI Asia Tour
In der Saison 2012 gelangen dem Team nachstehende Erfolge in der UCI Asia Tour.
| Datum    | Rennen                                      | Kat. | Sieger          |
| -------- | ------------------------------------------- | ---- | --------------- |
| 17. Juni | Japanische Meisterschaft – Einzelzeitfahren | NC   | Ryōta Nishizono |

## Platzierungen in UCI-Ranglisten
| UCI Continental Circuit | Platz |
| ----------------------- | ----- |
| UCI Africa Tour 2012    | 14    |
| UCI Asia Tour 2012      | 28    |

## Abgänge – Zugänge
| Zugänge          | Team 2011                      | Abgänge             | Team 2012          |
| ---------------- | ------------------------------ | ------------------- | ------------------ |
| Ryōta Nishizono  | Shimano Racing Team            | Tomoya Kano         | Team Ukyo          |
| Blaise Sonnery   | VC Caladois                    | Yoshiyuki Shimizu   | Team Ukyo          |
| Klaas Sys        | Véloce Club Rouen 76           | Masaru Fukuhara     | Utsunomiya Blitzen |
| Alexandre Lemair | Roubaix Lille Métropole (2010) | Masamichi Yamamoto  | Karriereende       |
| Thomas Lebas     | Neoprofi                       | Tomoya Kaneko       | Unbekannt          |
| Hayato Yoshida   | Neoprofi                       | Mitsunobu Kawano    | Unbekannt          |
|                  |                                | Kyousuke Machida    | Unbekannt          |
|                  |                                | Mitsunari Mitaki    | Unbekannt          |
|                  |                                | Hiroyuki Okada      | Unbekannt          |
|                  |                                | Kuranosuke Yonemura | Unbekannt          |

## Mannschaft
| Name             | Geburtstag         | Nationalität |              |
| ---------------- | ------------------ | ------------ | ------------ |
| Kazuo Inoue      | 17. Februar 1981   | Japan        |              |
| Kenji Itami      | 15. September 1988 | Japan        |              |
| Thomas Lebas     | 14. Dezember 1985  | Frankreich   |              |
| Alexandre Lemair | 25. Oktober 1988   | Frankreich   |              |
| Ryōta Nishizono  | 1. September 1987  | Japan        |              |
| Miyataka Shimizu | 23. November 1981  | Japan        |              |
| Blaise Sonnery   | 21. März 1985      | Frankreich   |              |
| Klaas Sys        | 30. November 1986  | Belgien      |              |
| Hayato Yoshida   | 19. Mai 1989       | Japan        |              |
| Stagiaires       | Stagiaires         | Nationalität | Nationalität |
| Takero Terasaki  | Takero Terasaki    | Indonesien   |              |